# Era pós-Guerra Fria
A Era Pós-Guerra Fria é um período da história que se segue ao fim da Guerra Fria, que representa a história após a dissolução da União Soviética em dezembro de 1991. Este período viu muitas antigas repúblicas soviéticas se tornarem estados soberanos, bem como a introdução de economias de mercado na Europa Oriental. Este período também marcou a transformação dos Estados Unidos na única superpotência mundial.
Em relação à Guerra Fria, o período é caracterizado pela estabilização e pelo desarmamento. Tanto os Estados Unidos quanto a Rússia reduziram significativamente seus estoques nucleares. O antigo Bloco Oriental tornou-se democrático e foi integrado à economia mundial. A maioria dos antigos países soviéticos e três antigas repúblicas bálticas foram integradas à União Europeia e à OTAN. Nas duas primeiras décadas do período, a OTAN passou por três ampliações e a França foi reintegrada ao comando da OTAN. A Rússia formou a Organização do Tratado de Segurança Coletiva para substituir o dissolvido Pacto de Varsóvia, estabeleceu uma parceria estratégica com a China e vários outros países e entrou na Organização para Cooperação de Xangai e no BRICS ao lado da China, que é uma potência em ascensão. Reagindo à ascensão da China, os Estados Unidos iniciaram um reequilíbrio gradual de forças estratégicas para a região da Ásia-Pacífico e para fora da Europa.
Embora a era pós-Guerra Fria seja geralmente considerada o período atual da história, argumenta-se que a era pode ter terminado em algum momento no século XXI com a ascensão discutível da multipolaridade e dos desafios enfrentados pelo domínio dos Estados Unidos, do neoliberalismo e da ordem internacional liberal, com o possível início de uma Segunda Guerra Fria em algum momento nas décadas de 2010 e 2020.
As principais crises do período são geralmente consideradas como tendo incluído a Guerra ao Terror, guerra contra as drogas, a Grande Recessão, a pandemia da COVID-19, a guerra híbrida usando predominantemente a Internet e as crescentes preocupações em torno das mudanças climáticas, saúde mental, desinformação, sobrecarga de informações, desigualdade de riqueza e inteligência artificial generativa. Os principais conflitos geralmente associados à era pós-Guerra Fria incluem a Guerra do Golfo, a Guerra Civil Iugoslava, a Primeira e a Segunda Guerra do Congo, a Primeira e a Segunda Guerra da Chechênia, os ataques de 11 de setembro, a Guerra do Afeganistão, a Guerra do Iraque, a Guerra Russo-Georgiana, a Guerra Civil Síria, a Guerra Russo-Ucraniana e a Guerra Israel-Hamas.

## Antecedentes
Diante da ameaça do crescente nazismo alemão, do fascismo italiano, do estatismo japonês Showa e de uma guerra mundial, os aliados ocidentais e a União Soviética formaram uma aliança por necessidade durante a Segunda Guerra Mundial.  Depois que as potências do Eixo foram derrotadas, os dois estados mais poderosos do mundo se tornaram a União Soviética e os Estados Unidos. Ambas as federações foram chamadas de superpotências mundiais.  As diferenças geopolíticas e ideológicas subjacentes entre os aliados recentes levaram a suspeitas mútuas e, logo depois, levaram ao confronto entre os dois, conhecido como Guerra Fria, que durou de 1947 a 1991. Tudo começou com o segundo Pânico Vermelho e terminou com a queda da União Soviética, mas alguns historiadores datam o fim da Guerra Fria às Revoluções de 1989 ou à assinatura do primeiro tratado de desarmamento nuclear do mundo, que ocorreu em 1987. 
A campanha de Ronald Reagan para a presidência dos EUA em 1980 foi focada na reconstrução do país. Nos anos seguintes, a economia se recuperou, novas políticas externas foram implementadas e o mercado prosperou com a independência. Em contraste, a economia da União Soviética estava em declínio, seu poder militar estava em declínio e os líderes soviéticos superestimaram a quantidade de influência que tinham no mundo. O novo status de superpotência dos Estados Unidos permitiu que as autoridades americanas se envolvessem melhor nas negociações com os soviéticos, incluindo termos que favoreceriam os EUA. De acordo com o líder soviético Leonid Brejnev, reduzir a tensão entre os EUA e a URSS era necessário para focar na resolução de problemas econômicos na URSS. Ele teorizou que a reconstrução da URSS garantiria uma maior competição económica com os EUA. 

No alvorecer da era pós-Guerra Fria, o historiador da Guerra Fria John Lewis Gaddis escreveu que as características da nova era ainda não são certas, mas ele tinha certeza de que seriam muito diferentes das características da era da Guerra Fria, o que significava que um ponto de virada de importância histórica mundial ocorreu:
O novo mundo da era pós-Guerra Fria provavelmente terá poucas, ou nenhuma, dessas características [da Guerra Fria]: isso é uma indicação de quanto as coisas já mudaram desde o fim da Guerra Fria. Estamos em um daqueles raros pontos de "pontuação" na história, em que antigos padrões de estabilidade se romperam e novos ainda não emergiram para substituí-los. Os historiadores certamente considerarão os anos de 1989-1991 como um ponto de virada comparável em importância aos anos de 1789-1794, ou 1917-1918, ou 1945-1947; precisamente o que "mudou", no entanto, é muito menos certo. Sabemos que uma série de terremotos geopolíticos ocorreram, mas ainda não está claro como essas convulsões reorganizaram a paisagem que se apresenta diante de nós.

## Eventos subsequentes após a Guerra Fria
Durante a Guerra Fria, grande parte da política e da infraestrutura do mundo ocidental e do Bloco Oriental girava em torno das ideologias capitalista e comunista, respectivamente, e da possibilidade de uma guerra nuclear. O fim da Guerra Fria e a queda da União Soviética causaram mudanças profundas em quase todas as sociedades do mundo. Permitiu que se prestasse uma atenção renovada a questões que foram ignoradas durante a Guerra Fria e abriu caminho para uma maior cooperação internacional, para organizações internacionais  e para movimentos nacionalistas.  A União Europeia se expandiu e se integrou ainda mais, e o poder passou do G7 para as economias maiores do G20.
O resultado simbolizou uma vitória da democracia e do capitalismo, que se tornou uma forma de autovalidação coletiva para países que esperavam ganhar respeito internacional. Com a democracia sendo vista como um valor importante, mais países começaram a adotar esse valor.  O comunismo também terminou na Mongólia, Congo, Albânia, Iugoslávia, Afeganistão e Angola. Em 2023, apenas cinco países no mundo ainda eram governados como estados comunistas: China, Cuba, Coreia do Norte, Laos e Vietnã.

### Mudanças na política externa dos Estados Unidos
Os Estados Unidos, tendo se tornado a única superpotência global, usaram essa vitória ideológica para reforçar sua posição de liderança na nova ordem mundial. Afirmou que “os Estados Unidos e os seus aliados estão do lado certo da história”.  Esta nova ordem mundial é referida como “hegemonia liberal” na teoria das relações internacionais. Usando o dividendo da paz, os militares dos Estados Unidos conseguiram cortar grande parte das suas despesas, mas o nível subiu novamente para níveis comparáveis após os ataques de 11 de Setembro e o início da Guerra ao Terror em 2001.  Acompanhando a expansão da OTAN, foram instalados sistemas de defesa contra mísseis balísticos (BMD) na Europa Oriental.  Entretanto, de um país em desenvolvimento relativamente fraco, a China surgiu como uma superpotência emergente. Isso criou um novo potencial para conflitos mundiais.  Em resposta à ascensão da China, os Estados Unidos “reequilibraram” estrategicamente a sua posição na região da Ásia-Pacífico, embora, ao mesmo tempo, tenham começado a recuar dos compromissos internacionais. 
A partir da década de 2020, a ameaça percebida do terrorismo global na era pós-11 de setembro expandiu-se para além dos grupos jihadistas do Médio Oriente, culminando com os Estados Unidos e o Canadá a designarem vários cartéis de droga e organizações criminosas transnacionais como Organizações Terroristas Estrangeiras no contexto da Guerra às Drogas. 

### Instituições governamentais, econômicas e militares

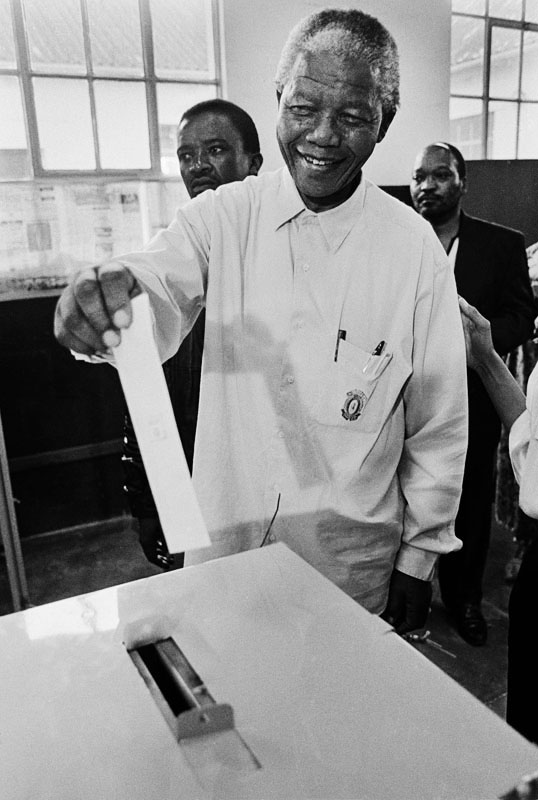
Nelson Mandela votando nas eleições sul-africanas de 1994

O fim da Guerra Fria também coincidiu com o fim do apartheid na África do Sul. O declínio das tensões da Guerra Fria nos últimos anos da década de 1980 fez com que o regime do apartheid não fosse mais apoiado pelo Ocidente por causa de seu anticomunismo, mas agora era condenado com um embargo. Em 1990, Nelson Mandela foi libertado da prisão e o regime começou a tomar medidas para acabar com o apartheid. Isso culminou nas primeiras eleições democráticas em 1994, que resultaram na eleição de Mandela como presidente da África do Sul.
Os partidos socialistas e comunistas em todo o mundo registaram quebras no número de membros após a queda do Muro de Berlim, e o público sentiu que a ideologia do mercado livre tinha vencido.  Os partidos libertários, neoliberais,  nacionalistas  e islâmicos , por outro lado, beneficiaram da queda da União Soviética. À medida que o capitalismo "venceu", como as pessoas viam, o socialismo e o comunismo em geral perderam popularidade. Os sociais-democratas na Escandinávia privatizaram muitas das suas instituições na década de 1990, e foi reaberto um debate político sobre a economia moderna.  As nações escandinavas são frequentemente vistas como social-democratas (ver modelo nórdico).
A República Popular da China, que começou a caminhar em direção ao capitalismo no final da década de 1970 e enfrentou a ira pública após os protestos da Praça da Paz Celestial em 1989, em Pequim, avançou ainda mais rapidamente em direção à economia de livre mercado na década de 1990. O McDonald's e a Pizza Hut entraram no país no segundo semestre de 1990, sendo as primeiras redes americanas na China, além do Kentucky Fried Chicken, que entrou em 1987. Os mercados de ações também foram estabelecidos em Shenzhen e Xangai no final de 1990. As restrições à propriedade de carros foram flexibilizadas no início da década de 1990 e fizeram com que a bicicleta entrasse em declínio como meio de transporte em 2000. A transição para o capitalismo aumentou a prosperidade económica da China, mas muitas pessoas ainda vivem em condições precárias e trabalham para empresas por salários muito baixos e em condições perigosas e precárias. 
Muitos outros países do Terceiro Mundo tiveram o envolvimento dos Estados Unidos e/ou da União Soviética, mas resolveram os seus conflitos políticos devido à remoção dos interesses ideológicos dessas superpotências.  Como resultado da aparente vitória da democracia e do capitalismo na Guerra Fria, muitos mais países adaptaram esses sistemas, o que também lhes permitiu o acesso aos benefícios do comércio global, à medida que o poder económico se tornou mais proeminente do que o poder militar na arena internacional.  No entanto, como os Estados Unidos mantiveram o poder global, o seu papel em muitas mudanças de regime durante a Guerra Fria passou, na sua maioria, despercebido oficialmente, mesmo quando algumas, como El Salvador, Argentina e Indonésia, resultaram em extensas violações dos direitos humanos.  

### Tecnologia
O fim da Guerra Fria permitiu que muitas tecnologias que estavam fora do alcance do público fossem desclassificadas. A mais importante delas é a Internet, que foi criada como ARPANET como um sistema para manter contato após uma guerra nuclear iminente. As últimas restrições à actividade comercial online foram levantadas em 1995.  A comercialização da Internet e o crescimento do sistema de telefonia móvel aumentaram a globalização (assim como o nacionalismo e o populismo em reação).
Nos anos que se seguiram, a população e a utilidade da Internet cresceram imensamente. Apenas cerca de 20 milhões de pessoas (menos de 0,5% da população mundial na época) estavam on-line em 1995, principalmente nos Estados Unidos e em vários outros países ocidentais. Em meados da década de 2010, mais de um terço da população mundial estava online. 
Pesquisas adicionais continuaram em outras tecnologias da Guerra Fria com a desclassificação da Internet. Embora a Iniciativa de Defesa Estratégica de Ronald Reagan tenha se mostrado insustentável em sua forma original, o sistema continua vivo em um estado redesenhado como o Sistema de Defesa de Mísseis Balísticos Aegis (BMDS). Contramedidas como o BMDS continuam a ser exploradas e aprimoradas após a Guerra Fria, mas são frequentemente criticadas por serem incapazes de impedir efetivamente um ataque nuclear completo. Apesar dos avanços na sua eficácia, os mísseis antibalísticos são frequentemente vistos como uma peça adicional à diplomacia moderna, onde conceitos como a destruição mútua assegurada e tratados como o entre Ronald Reagan e Mikhail Gorbachev após a sua Cimeira de Reykjavík. 
Junto com a pesquisa contínua de contramedidas defensivas, houve uma proliferação de armas nucleares ao redor do mundo. Muitas nações adquiriram tecnologia necessária para produzir armas nucleares desde o fim da Guerra Fria. O programa nuclear do Paquistão adquiriu centrífugas capazes de enriquecer urânio na década de 80 e em 1998 conseguiu realizar vários testes subterrâneos. Hoje, os Estados Unidos, a Rússia, o Reino Unido, a França e a China possuem armas nucleares e assinaram o Tratado de Não Proliferação Nuclear numa tentativa de conter a disseminação de armas nucleares. O Paquistão, a Índia e a Coreia do Norte também possuem tecnologia nuclear, mas não assinaram o Tratado de Não Proliferação Nuclear. 
A Guerra Fria trouxe consigo um aumento na pesquisa sobre tecnologia de rádio e armas nucleares. O sucesso do Sputnik 1 levou a um aumento no financiamento de radiotelescópios, como o Observatório de Jodrell Bank, para uso no rastreamento do Sputnik e de possíveis lançamentos nucleares pela União Soviética.  O Jodrell Bank e outros observatórios semelhantes têm sido usados para rastrear sondas espaciais, bem como investigar quasares, pulsares e meteoroides. Satélites como o Vela, que foram lançados originalmente para detectar detonação nuclear após o Tratado de Proibição Parcial de Testes Nucleares, têm sido usados desde então para descobrir e investigar melhor as explosões de raios gama. 

### Segunda Guerra Fria
A Segunda Guerra Fria é por vezes usada para se referir ao aumento das tensões geopolíticas no século XXI, geralmente consideradas como tendo começado na década de 2010 entre os Estados Unidos e a Rússia, a China ou ambas. 